# Eastwell (Kent)
Eastwell – wieś i civil parish w Anglii, w Kent, w dystrykcie Ashford. W 2011 civil parish liczyła 103 mieszkańców. Eastwell jest wspomniana w Domesday Book (1086) jako Estwelle.